# 沙特努瓦
沙特努瓦（法語：Châtenois，法語發音：[ʃatnwa] ⓘ）是法国下莱茵省的一个市镇，位于该省南部，属于塞莱斯塔-埃尔什泰因区，是塞莱斯塔城市圈的一部分。

## 地理
沙特努瓦（48°16'19"N, 7°24'3"E）面积14.57 平方千米，位于法国大東部大區下莱茵省，该省份为法国大陆部分最东部的省份，是阿尔萨斯的一部分，今与上莱茵省组成了阿尔萨斯欧洲集体，其南至上莱茵省，西南接孚日省和默尔特-摩泽尔省，西接摩泽尔省，北与德国接壤。
与沙特努瓦接壤的市镇（或旧市镇、城区）包括：金蔡姆、讷布瓦、谢尔维莱尔、塞莱斯塔、拉旺塞勒。

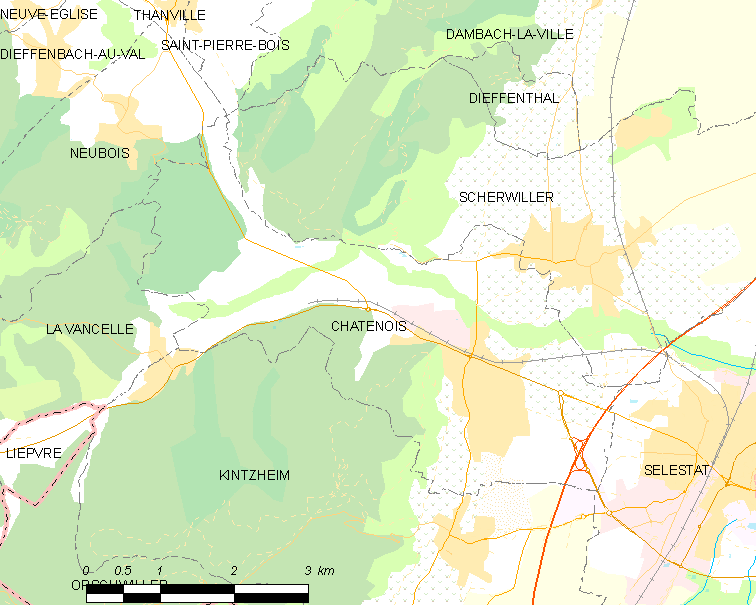
沙特努瓦的OSM定位图

沙特努瓦的时区为UTC+01:00、UTC+02:00（夏令时）。

## 行政
沙特努瓦的邮政编码为67730，INSEE市镇编码为67073。

## 政治
沙特努瓦所属的省级选区为塞莱斯塔县。

## 人口

1962-2008年间沙特努瓦人口变化图示

沙特努瓦于2022年1月1日时的人口数量为4265人。